# Segelfluggelände Klippeneck

i7
i11
i13
Das Segelfluggelände Klippeneck auf der Gemarkung der Gemeinde Denkingen im Landkreis Tuttlingen zählt zu den ältesten, traditionsreichsten und größten Deutschlands.

## Lage
Das Segelfluggelände befindet sich auf der leicht welligen Gipfelhochfläche des namensgebenden Berges, direkt am Albtrauf des Großen Heubergs im Südwesten der Schwäbischen Alb. Mit etwa 950 Metern Meereshöhe ist es das höchstgelegene Segelfluggelände in Deutschland.

## Flugbetrieb
Das Segelfluggelände Klippeneck besitzt eine Betriebszulassung für Segelflugzeuge, Motorsegler und Flugzeuge mit einer höchstzulässigen Abflugmasse von 2000 kg zum bestimmungsgemäßen Schleppen von Segelflugzeugen oder Motorseglern. Segelflugzeuge starten per Windenstart oder Flugzeugschlepp. Zum Windenstart existieren fünf Seilauslegebahnen der Länge 1150 m im nordwestlichen Teil des Segelfluggeländes (Hummelsberg) sowie vier weitere im südöstlichen Teil (Lange Bahn), zwei davon mit der Länge 1190 m, eine mit der Länge 1230 m sowie eine mit der Länge 1220 m. Auf dem Hummelsberg existieren zwei Landebahnen für Segelflugzeuge der Länge 250 m (Bezeichnungen: 22B und 22C). Weiterhin existiert auf der Langen Bahn eine Landebahn der Länge 330 m (Bezeichnung: 22A) sowie eine Landebahn der Länge 580 m (Bezeichnung: 05). Schließlich existiert noch eine Start- und Landebahn der Länge 450 m (Bezeichnung: 05/23).
Auf dem Segelfluggelände selbst sind sechs Segelflugvereine mit über 60 stationierten Segelflugzeugen beheimatet. Jedes Jahr zu Beginn der Sommerferien findet der internationale Klippeneck-Segelflugwettbewerb statt. Jeweils alle zwei Jahre im Wechsel wird ein Flugplatzfest und der „Erlebnistag Segelfliegen“ veranstaltet.
Durch den bei Südostwind über dem Albtrauf auftretenden Föhneffekt (sogenannter Albföhn) wird das Segelfliegen am Klippeneck deutlich begünstigt.

## Geschichte
Bereits im Jahre 1928 machten Wolf Hirth, Prinz Schaumburg-Lippe und Marga von Etzdorf auf dem benachbarten Dreifaltigkeitsberg erste Flugversuche. 1932 entdeckte Rudolf Hakenjos aus dem nahe gelegenen Schwenningen das Klippeneck als Fluggelände. Bald fanden auf dem Klippeneck regelmäßig Fliegerlager statt und es entstanden mehrere Flug- und Arbeitsgruppen in der näheren Umgebung um das Klippeneck. Bald darauf errichtete der Württembergischen Luftfahrtverband die Rudolf-Hakenjos-Halle und weitere Gebäude für Ausbildung und Unterkunft.